# Saurauia glabrifolia
Saurauia glabrifolia är en tvåhjärtbladig växtart som beskrevs av Elmer Drew Merrill. Saurauia glabrifolia ingår i släktet Saurauia och familjen Actinidiaceae. Inga underarter finns listade i Catalogue of Life.